# Cilicaeopsis whiteleggei
Cilicaeopsis whiteleggei är en kräftdjursart som först beskrevs av Stebbing 1905.  Cilicaeopsis whiteleggei ingår i släktet Cilicaeopsis och familjen klotkräftor. Inga underarter finns listade i Catalogue of Life.